# Duguetia reticulata
Duguetia reticulata Maas – gatunek rośliny z rodziny flaszowcowatych (Annonaceae Juss.). Występuje endemicznie w Brazylii – w stanie Bahia. 

## Morfologia
PokrójZimozielone drzewo dorastające do 8–10 m wysokości.
LiścieMają eliptyczny kształt. Mierzą 15–19 cm długości oraz 5–8 cm szerokości. Blaszka liściowa jest całobrzega o tępym wierzchołku.
KwiatySą pojedyncze, rozwijają się w kątach pędów. Płatków jest 6, mają różowawą barwę. Kwiaty mają około 200 słupków.
OwoceMają kulisty kształt. Osiągają 30–50 mm średnicy.

## Biologia i ekologia
Rośnie w lasach, na wybrzeżu, na terenach nizinnych.